# Enchronista bathrosticha
Enchronista bathrosticha är en fjärilsart som beskrevs av Turner 1927. Enchronista bathrosticha ingår i släktet Enchronista och familjen praktmalar, Oecophoridae. Inga underarter finns listade i Catalogue of Life.